# طراحی به روش تنش مجاز
طراحی به روش تنش مجاز (به انگلیسی: Permissible stress design) یک رویکرد طراحی است که توسط مهندسین عمران استفاده می‌شود. طراح اطمینان می‌دهد که تنش‌های ایجاد شده در یک سازه ناشی از بارهای بهره‌برداری از حد الاستیک تجاوز نمی‌کند. این حد معمولاً با مراقبت کردن در اینکه تنش‌ها با استفاده از ضرایب ایمنی در محدوده مشخص باقی بمانند تعیین می‌شود.
طراحی به روش تنش مجاز به‌طور کلی در سطح بین‌المللی با طراحی حالت حدی جایگزین شده‌است و به جز برخی موارد مستثنی شده، در مهندسی سازه روش طراحی حالت حدی در نظر گرفته شده‌است .(روش مزبور به عنوان روش طراحی تنش نهایی و نیز، در ایالات متحده آمریکا، به نام طراحی به روش بار و مقاومت ضریب دار، LRFD شناخته می‌شود).
در ساخت و ساز در ایالات متحده آمریکا، طراحی به روش تنش مجاز (ASD) هنوز به طور کامل با روش طراحی حالت حدی جایگزین نشده‌است، مگر در مورد پل‌های معلق، که از طراحی به روش تنش مجاز به طراحی حالت حدی در دهه ۱۹۶۰ تغییر یافته‌است. چوب، فولاد و سایر مواد هنوز هم اغلب با استفاده از روش تنش مجاز طراحی می‌شوند، اگرچه احتمالاً LRFD در سیستم دانشگاهی آمریکا بیشتر آموزش داده می‌شود.